# 대한민국의 법학전문대학원
대한민국의 법학전문대학원은 대한민국에서 3년 과정의 법조인 양성을 목표로 세워지는 법학전문대학원을 말한다. 2007년 7월 3일 관련 법률 통과로 2009년에 법학전문대학원이 처음 문을 열었다.

## 설립 취지

### 기존 사법시험에 대한 비판
법학전문대학원은 기존 사법시험에 대한 비판의 대안으로 사법시험은 대학의 법학교육과 변호사자격이 서로 단절되어 있는 시스템을 유지해 왔으며 변호사자격을 위해 대학에서 법학교육을 받을 것을 요구하지 않았다. (35학점 정도 법학과목 이수면 사법시험응시가 가능하며 이는 독학사나 학점은행 등으로 이수가 가능하다) 1회적인 사법시험 합격이 법조인이 되는 유일한 방법이였고 법과대학의 서열은 사법시험의 합격자 숫자에 의해 결정되었고 이로 인해 법과대학의 고시학원화가 심화되었고 학교 수업에 지장을 초래하였다. 또한 사법시험의 합격을 위해 방대한 양의 모범답안 암기가 요구되어 사회의 복잡다기한 법적문제 해결능력을 배양하지 못하고 획일적이고 관료화, 엘리트화 된 법조인들의 양성한다는 비판도 제기되었다. 기존 사법시험과 사법연수원 제도는 판검사 양성을 목표로 설계되었고 사법연수원 교육과정도 판결문 작성과 검찰내 서류작성 방법에 집중되어 있으며 일반 변호사업무는 중요하게 다루어지지 않는다. 하지만 2000년대 들어 대부분의 사법연수원수료생이 변호사로 진출하고 있는데도 불구하고 2년의 사법연수원 교육과정 동안 150만원 정도의 보수를 지급하는 것이 세금 낭비라는 지적도 있었다.

### 로스쿨 제도의 도입
1995년 문민정부시절 세계화추진위원회에 의해 법조인 양성 제도의 개혁안으로 처음 거론되었고 12년 만인 2007년에 관련 법안이 통과되었다. 설립 취지는 국제화 다원화 시대에 맞는 다양하고 전문화된 법조 인력을 양성하여 법률 서비스의 질을 향상시키는 것이다. 기존의 사법시험과 사법연수원 체계로는 이런 세계화 시대에 부흥하는 법조인을 양성할 수 없다는 비판이 꾸준히 제기되어 왔다. 현재 한국 법조인들의 영어구사실력은 매우 부끄러운 수준으로 영어 구사능력이 떨어져 외국과의 접촉을 기피하는 경향이 있다.
또한 한국의 법제도의 근간이 된 일본의 로스쿨 제도 도입은 한국에 영향을 주었다. 사법시험과 사법연수원을 통한 법조인 양성시스템은 일본의 제도와 가장 유사하였고 심지어 사법시험 문제나 교재 역시 일본의 영향을 강하게 받았다. 그런 일본에서1994년 경부터 일본 경제계와 정계의 사법개혁 요구속에 로스쿨이 시작되었고 1999년 사법제도개혁심의회가 출범하여 2년간의 활동을 거쳐 마련한 최종보고서에서 일본식 로스쿨 제도인 법과대학원제도의 청사진이 완성되었다. 2003년 인가신청 첫 해에 72개의 대학이 설립인가를 신청하였고 4개가 불인가 판정을 받은 끝에 5590명의 입학정원으로 68개의 대학이 인가를 받았다. 2004년 4월에 법과대학원이 첫 출범하였고 2011년 한국의 사법시험에 해당하는 일본 구사법시험은 완전 폐지되었고 변호사시험(신사법시험이라고 불린다)이 완전 대체되었다.

## 연혁
- 2004년 12월 - 대법원장의 자문기구인 사법개혁위원회에서 법학전문대학원 도입 건의하였다.
- 2005년  1월 - 대통령 자문기구로 사법제도개혁추진위원회가 발족하였다.
- 2005년 5월 - 사개추위에서 로스쿨 법률안과 시행령안을 교육부로 송부하였다.
- 2005년 10월 - 법률안이 국회에 제출되었다.
- 2005년 11월 - 법안이 국회 교육위원회에 상정되고 토론되었다.
- 2006년 2월 - 국회 교육위원회 법률안 공청회를 열었다.
- 2006년 2월～4월 - 법안심사 소위 심의하였다.
- 2006년 6월 - 교육인적자원부, 법학전문대학원 개원 시기 연기를('08.3→'09.3) 발표하였다.
- 2007년 6월 - 국회 교육위원회 법안심사 소위 법률안 심의하였다.
- 2007년 7월  3일 - 국회 본회의 법률안 의결하였다. 앞으로 사법시험 및 로스쿨을 설치하는 대학의 법학부는 폐지된다.[2]
- 2007년 7월 27일 - 대통령 법률 공포(시행일 2007. 9. 28.)하였다.
- 2007년 9월 21일 - 시행령 국무회의 의결(시행령 공포 및 시행일 2007. 9. 28.)
- 2008년 2월 - 법학전문대학원 예비인가 발표하였다.
- 2008년 8월 - 법학전문대학원 본인가 발표되었다.
- 2008년 8월 24일 - 법학적성시험이 첫 실시되었다.
- 2008년 9월 - 법학적성시험 결과가 수험생 들에게 통보되었다.
- 2008년 10월 - 가와 나군으로 나누어서 전국 법학전문대학원에서 유웨이 중앙교육 사이트를 통해 원서접수를 받았다.
- 2008년 11월 - 원서접수자 중 1차 합격자 발표와 심층 면접이 학교별로 진행되었다.
- 2008년 11월 - 법학전문대학원협의회는 3일 변호사시험 합격률 최소 80% 돼야한다는 내용을 담은 법무부가 마련하고 있는 변호사시험법에 관한 입장을 밝혔다.
- 2008년 11월 - 헌법재판소는 국민대학교 법과대학 교수들이 로스쿨 예비인가 탈락으로 직업선택의 자유 등을 침해받았다며 낸 헌법소원을 각하하였다.[3]
- 2008년 12월 5일 - 학교별로 최종 합격자를 발표하였다.[4]
- 2008년 1월 - 예비등록이 시작되면 학교에 따라서 법학선행학습 과정이 시작되었다.
- 2009년 2월 12일 변호사시험법안 수정의결안이 국회 본회의에서  재석의원 218명 중 찬성 78, 반대 100, 기권 40명으로 부결됐다. 국회 부결 이후, 2009. 2. 19. 제281회 국회(임시회) 제5차 법제사법위원회에서「법조인력양성 제도개선 특별소위원회」(이하 ‘특별소위’) 구성 의결, 특별소위는「변호사시험법안」의 성안을 위하여 학계, 법조계, 시민단체, 유관기관 전문가 등으로 구성된 자문위원회를 두고 2009. 4. 3.까지 총 8차례 회의 개최, 3. 20. 변호사시험제도에 관한 공청회 개최 등 각계 다양한 의견을 수렴
- 2009년 2월 26일 - 헌법재판소 전원재판부는 서울소재 14개 대학 법학과 학생들이 “입학정원을 제한한 ‘법학전문대학원 설치법’은 직업선택의 자유를 침해한다”며 낸 헌법소원에서 재판관 8대1의 의견으로 합헌 결정했다.
- 2009년 3월 2일 - 일부 대학에서는 법학전문대학원을 개원하여 수업을 시작하였다. 한편 로스쿨을 유치한 대학은 법대 신입생을 받지 않았다.
- 2009년 4월 3일- 특별소위는 그간의 논의들을 반영한「변호사시험법안」을 성안, 법제사법위원회안으로 제안하기로 의결
- 2009년 4월 22일- 제282회 국회(임시회) 제6차 법제사법위원회에서 특별소위 심사결과를 받아들여「변호사시험법안」을 위원회안으로 의결, 전문 21조, 부칙 6조의 변호사시험법 제정안 성안
- 2009년 4월 29일- 제282회 국회(임시회) 제8차 본회의에서 법제사법위원회 법안이 통과됨으로써「변호사시험법」이 제정되었다.
- 2010년 1월 - 법무부 주관 모의 변호사시험이 건국대학교에서 실시되었다.
- 2010년 2월 - 대법원 주최 가인법정변론대회 예선이 실시되었다.
- 2010년 2월 - 대한변호사협회는 법학계, 법조, 시민단체 등 사회 각계 대표인 11명을 위원을 하는 법학전문대학원평가위원회를 구성, 본격적으로 출범하였다.
- 2010년 2월- 자퇴 등으로 미달된 정원을 보충하기 위한 104명 추가전형이 각 학교별로 실시되었다.
- 2010년 6월 - 한국개발연구원은 '법학전문대학원과 법조인력 공급 규제' 보고서에서 "로스쿨 제도를 정착시키기 위해서는 정원을 늘려 법조인 지망생들이 사법시험이 아닌 로스쿨 입학을 선택하도록 해야 한다"고 주장하였다.
- 2010년 10월 - 첫 법조윤리시험이 실시되었고 99%이상이 합격하였다.
- 2010년 11월 - 법무부 주관으로 대한변호사협회 회관에서 변호사시험 합격자 결정방법에 대한 공청회가 열렸다.
- 2010년 12월 - 입학정원의 75%이상으로 합격자를 정하는 방법이 결정되었다.
- 2011년 1월 - 2번째 변호사시험 모의고사가 실시되었다.
- 2011년 5월 - 법무법인 바른에서 로스쿨 1기 대상 채용을 실시하였다.
- 2011년 6월 - 변호사시험이 1월 실시로 법개정이 이루어졌다.
- 2011년 7월 - 법학전문협의회 주관 변호사시험 모의고사가 실시되었다.
- 2011년 8월 - 제2회 법조윤리시험이 실시되었다.
- 2011년 12월 - 경찰청에서 로스쿨 출신 변호사 특별채용을 하지 않기로 결정하였다.
- 2012년 1월 - 제1회 변호사시험이 서울 고려대학교, 연세대학교, 중앙대학교, 한양대학교에서 실시되었다.
- 2012년 1월 - 검사와 재판연구관 선발이 실시되었다.
- 2012년 3월 - 제1회 변호사시험 합격자를 발표하였다.
- 2014년 3월 - 로스쿨생들, 자격시험화 리본 캠페인 시작하였다[5]
- 2015년 9월 로스쿨 출신 법조인 단체인 한국법학전문대학원법조인협의회(한법협)이 출범하였다[6].

## 로스쿨 법
2007년 7월 3일 로스쿨 법이 통과되었으나 졸속으로 통과되었다는 논란과 정원에 대한 첨예한 대립 등이 있었다. 2008년 7월 14일 자유선진당 박선영 의원 주최로 '법조인 양성 및 선발제도’에 관한 공청회가 열렸으며 이회창 자유선진당 대표와 권선택 원내대표, 박상돈 사무총장, 나성린 한나라당 의원, 이기수 고려대 총장, 오영교 동국대 총장 등이 참석했다. 현재 2,000명으로 되어 있는 정원을 최소 3,000명으로 법에 명문화하고 앞으로 수년간 증가시켜 4,000명으로 하는 것을 주요 내용으로 하고 있다. 2008년 7월 23일 개정안이 박선영 의원에 의해 국회에 발의되었다.

## 선정 대학

법학전문대학원 입학설명회 모습

2008년 1월 30일 법학교육위원회는 다음 25개 대학에 법학전문대학원 설치안을 언론에 공개하고, 2월 4일 예비인가 인원을 발표했다. 그 후 8월 30일 예비인가와 동일한 내용으로 본인가를 확정했다. 이화여대를 제외한 24개 대학이 한나라당 임해규 의원실에 제출한 자료에 따르면 2004년 1월부터 지난 8월까지 대학들이 로스쿨을 유치하는데 사용한 금액은 평균 115억 9400여만원이었다.
고등법원 소재지 관할 지역을 기준으로 전국을 5개 권역(서울권·대전권·대구권·부산권·광주권)으로 나누어 할당하였다.
| 권역     | 광역자치단체      | 인가 대학교      | 입학 정원 |
| 서울권   | 서울특별시        | 서울대학교       | 150명     |
| 서울권   | 서울특별시        | 고려대학교       | 120명     |
| 서울권   | 서울특별시        | 성균관대학교     | 120명     |
| 서울권   | 서울특별시        | 연세대학교       | 120명     |
| 서울권   | 서울특별시        | 이화여자대학교   | 100명     |
| 서울권   | 서울특별시        | 한양대학교       | 100명     |
| 서울권   | 서울특별시        | 경희대학교       | 60명      |
| 서울권   | 서울특별시        | 서울시립대학교   | 50명      |
| 서울권   | 서울특별시        | 중앙대학교       | 50명      |
| 서울권   | 서울특별시        | 한국외국어대학교 | 50명      |
| 서울권   | 서울특별시        | 건국대학교       | 40명      |
| 서울권   | 서울특별시        | 서강대학교       | 40명      |
| 서울권   | 강원특별자치도    | 강원대학교       | 40명      |
| 서울권   | 인천광역시        | 인하대학교       | 50명      |
| 서울권   | 경기도            | 아주대학교       | 50명      |
| 대전권   | 대전광역시        | 충남대학교       | 100명     |
| 대전권   | 충청북도          | 충북대학교       | 70명      |
| 대구권   | 대구광역시        | 경북대학교       | 120명     |
| 대구권   | 경상북도          | 영남대학교       | 70명      |
| 부산권   | 부산광역시        | 부산대학교       | 120명     |
| 부산권   | 부산광역시        | 동아대학교       | 80명      |
| 광주권   | 광주광역시        | 전남대학교       | 120명     |
| 광주권   | 전라북도          | 전북대학교       | 80명      |
| 광주권   | 전라북도          | 원광대학교       | 60명      |
| 광주권   | 제주특별자치도    | 제주대학교       | 40명      |
| 5개 권역 | 13개 광역자치단체 | 25개 대학교      | 2,000명   |

## 반응
현재 각 대학들은 법학대학원 인가를 받기 위해 총력을 다하고 있다. 특히 지방 사립대학의 경우 법학대학원 설립에 사활을 걸고 참여하고 있으며 명문대로 거듭날수 있는 기회로 보고 있다.
교육부가 2007년 8월 1일 입법예고한 법학전문대학원 설치ㆍ운영에 관한 법률(로스쿨법) 시행령에 따르면 개별 대학원 입학정원은 특정지역이나 소수의 학교에만 설치되는 것을 방지하기 위해 정원을 150명 이하로 제한했으며 교수진, 시설, 재정등의 여건과 총 입학정원을 감안, 학교마다 정원을 150명, 120명, 100명등 차등 배분하기로 하였다. 현재 총 정원에 대해 각 단체마다 이견이 다른데 법학계는 3천~4천 명, 국회 교육위는 2천~2천500명을 시민단체 등은 3천 명 이상을 주장하고 있다. 참고로 현재 한국 대학교 학부의 법과대학 정원은 1만 명 정도이다.

### 적정 변호사 수의 논쟁
로스쿨 도입에 대한 주요 논쟁 중의 하나가, 매년 배출하는 변호사 수의 적정선, 즉 로스쿨 정원에 대한 의견충돌이다. 2006년 기준으로 사법시험의 선발인원은 1,000명이고, 여기서 300명 정도가 판사와 검사로 채용되며, 700명의 변호사가 매년 배출되고 있다. 이에 대해, 로스쿨을 도입하더라도 그 정원은 1200명이 되어야 하고, 그 중 1,000명만 변호사 자격시험에 합격해야 한다는 것이 변호사단체의 주장이었다. 법무부 용역보고서 자료에 따르면 ‘입학정원 대비 75%’ 즉, 연간 1500명 수준으로 합격자를 배출하는 경우 2049년에 한국 변호사 수는 인구 1만 명당 11.1명, GDP 1억 달러 당 1.87명이 된다. 반면 영국은 인구 1만 명당 49.2명, 미국은 48.6명, 독일은 25.7명, 프랑스는 18.5명, 일본은 7.7명이 되고, GDP 1억 달러당 영국 7.79명, 미국 5.28명, 독일 4.08명, 프랑스 3.29명, 일본 1.41명이 된다. 그러나 숙명여대 경제학부 신도철 교수에 의한 분석으로는 2003년을 기준으로 현재 변호사 수는 6,127명이지만, 적정 변호사 수는 그 10배인 61,270명이라는 주장도 있으며 따라서 로스쿨을 도입하더라도 최초 정원은 8,000명 정도가 되어야 한다는 주장도 있다. 2006년 기준으로 한국의 전체 변호사 수는 8,000명을 넘어섰다.또한 한국보다 인구가 적은 캐나다가 매년 8,000명의 변호사를 배출한다면서, 하버드 로스쿨을 고작 두 개 만들 수 있는 1,200명 안은 너무나 시대착오적이고 반개혁적이라는 견해도 있다.여당인 열린우리당은, 로스쿨 입학정원을 2,000명 선으로 생각하고 있다.

### 로스쿨 대한 우려
예상과 달리 합격률을 법안에 명문화하지 않았고 변호사시험 형태가 학생들에게 부담을 많이 줄 것으로 예상되어 재학생과 지원자 모두가 불안감을 보이고 있다. 그로 인해 2009년 기준 전체 입학정원 2,000명 가운데 군입대 또는 개인적인 사유로 휴학한 인원이 61명이고 자퇴하거나 아예 등록을 포기한 학생도 22명이나 된다.

## 법학전문대학원 설치 인가주의 사건
법학전문대학원 설치 인가주의 사건(2008헌마370, 2008헌바147(병합))은 법학전문대학원 설치 예비인가 배제결정 취소 등에 대한 대한민국 헌법재판소 판례이다.

### 사실관계
청구인은 학교법인으로 법학전문대학원을 설치하고자 인가신청을 하였으나 거부되자 거부결정의 취소를 구하는 행정소송을 제기하였고, 거부결정이 청구인들의 평등권, 학문의 자유, 대학의 자율권, 적법절차 보장권 등을 침해하고, 이 사건 법률 제5조, 제6조, 제7조가 청구인들의 대학운영의 자율권, 교육의 자주성 및 평등권을 침해한다는 이유로 헌법소원심판을 청구하였다.

### 결론
기각, 각하

### 이유
이 사건 예비인가 거부결정은 법학전문대학원 설치인가 이전에 청구인들의 법적지위에 영향을 주는 것으로 법학전문대학원 설치인가 거부결정과는 구별되는 별도의 독립한 처분이므로, 행정청이 행하는 구체적 사실에 관한 법집행으로서의 공권력 행사의 거부에 해당한다.

## 법학전문대학원 입학정원 비율 제한 사건
법학전문대학원 입학정원 비율 제한 사건은 법학전문대학원 설치, 운연에 관한 법률 제1조 등 위헌확인에 대한 대한민국 헌법재판소 판례이다.

### 사실관계
청구인 사법시험 준비생은 법학전문대학원 설립으로 사법시험제도가 폐지될 예정이자 로스쿨법에 의한 로스쿨제도가 청구인들의 직업선택의 자유, 평등권, 공무담임권을 침해하고, 포괄위임입법금지원칙에 위배되며, 직업선택의 자유, 평등권, 공무담임권을 침해하고, 신뢰보호원칙에 위배된다고 주장하며 헌법소원심판을 청구하였다.

### 결론
기각, 각하

### 이유
법 제1조는 법제정의 목적을 선언하고 있을 뿐 청구인들에 어떠한 구체적인 법적 효과를 미친다고 할 수 없다.

## 이대 로스쿨 남성입학금지 사건
이대 로스쿨 남성입학금지 사건은 법학전문대학원 설치인가 중 입학전형계획 위헌확인 등에 대한 헌법재판소 판례이다.

### 사실관계
청구인은 남성 로스쿨 지원자들로 피청구인 교육부장관이 피청구인 이회학당에게 법학전문대학원(로스쿨) 설치인가를 하면서 제출한 입학전형계획 중 여성만을 입학자격으로 한 부분을 인정하고 이화학당은 입학모집을 하면서 여성만을 입학자격요건으로 하였다. 이에 남성인 청구인들의 평등권, 직업의 자유 및 교육을 받을 권리를 침해한다고 주장하면서 헌법소원심판을 청구하였다.
청구인측은 "법학전문대학원 정원이 총 2,000명인데 이대에 할당된 정원 100명을 빼면 남성은 사실 1,900명의 정원을 두고 경쟁하는 것이므로 평등권과 직업의 자유 등을 침해받았다"고 주장하였고 반면 이화여대측은 "청구인들에게는 이대 뿐만 아니라 다른 법학전문대학원에 진학할 기회가 충분히 보장돼 있어 이대의 모집요강이 청구인들의 기본권을 침해하지 않는다"고 주장하였다.

### 결론
기각, 각하

### 이유
교육의 자율성은 헌법 제22조 제12항이 보장하고 있는 학문의 자유의 확실한 보장수단으로 꼭 필요한 것으로서 이는 대학에게 부여된 헌법상의 기본권이다. 여기서 대학의 자율은 대학시설의 관리, 운영만이 아니라 연구의 교육의 내용, 그 방법과 대상, 교과과정의 편성, 학생의 선발, 학생의 전형도 자율의 범위에 속해야 하고 따라서 입학시험제도도 자주적으로 마련될 수 있어야 한다.
이대가 여자대학교로서의 정체성을 유지할 것인지, 남녀공학으로 전환할 것인지는 사립대학인 이대의 자율성의 본질적인 부분에 해당한다고 할 것이다. 남성도 학생으로 받아들이도록 하는 방법은 이대의 정체성을 훼손시키는 것이 될 것이다. 한편, 청구인은 이대 이외의 다른 법학전문대학원, 총 1900면의 입학정원에 지원할 수 있고, 입학하여 소정의 교육을 마친 후 변호사시험을 통해 법조인이 될 수 있는 충분한 가능성이 있으므로 이 사건 인가처분으로 청구인이 받는 불이익이 과도하게 크지 않다.

## 신입생 선발
아직 확정된 가이드라인은 없으나 법학적성시험(Legal Education Eligibility Test: LEET)과 학부 평점평균 그리고 외국어 능력등 세가지를 주요하게 볼 것으로 보인다. 과외활동과 봉사활동 등도 반영이 될 것으로 보인다. 3월 20일경에 대학에서 발표할 것으로 보이며 법학적성시험은 5월에 공고할 예정이다. 현재 준비 학생의 압도적인 비율은 서울대 입학을 목표로 하고 있다.학교별로 논술을 따로 보지 않기로 하였다. 두개의 군으로 나누어 첫째군은 11월 10~15일, 둘째군은 11월 17~22일 6일씩 전형이 실시될 예정이다. 각 대학이 두 번에 나눠 학생을 뽑을지, 한 번에 모두 뽑을지는 자체적으로 정하기로 했다.

### 대학학부학점
과거 로스쿨 입시에서는 소위 "대학학부학점이 지배적이다"라는 말이 있었으나, 최근 학부들의 학점 인플레 경향으로 인하여, 학부 학점은 일정 이상 점수를 기점으로 사실상 지원가능여부가 갈리는 정도라고 보아야 하고, 학점이 높다고 하여 상위 로스쿨에 진학할 수 있는 것은 아니다.

### 법학적성시험
과거, 리트 시험은 2013년 로스쿨 입시에서 거의 무의미한 것으로 결론지어졌다. 전국 수석급인 표준점수 150점대도 서울대로스쿨의 1차에서 탈락하고, 평균을 조금 웃도는 110점대도 서울대로스쿨 최종합격을 하는 등 불가해한 결과가 있었는데, 서로연/스누라잎 등의 사이트들에서 추산된 결과로는 당락에 영향을 가장 적게 미치는 요소로 밝혀졌다.
그러나 2021년 기준, 법학적성시험은 입시에 가장 많은 영향을 미치는 요소이다. 영어점수는 만점이 아닌 사람이 드물고, 학부학점역시 대부분이 상향평준화되어 차별화되기가 어렵기 때문이다. 로스쿨 입시 초기에는 법학적성시험을 교육부에서 주관하는 등, 실제 로스쿨 교수들과의 이해관계가 일치하지 아니하는 측면이 많았지만, 법학전문대학원협의회에서 법학적성시험을 출제한 이후로 법학문제 비중이 높아지고, 추리논증영역의 비중이 커지는 등 이를 주요한 선발도구로 활용하기 위한 적극적인 시도가 보이고 있으며, 실제 입시결과에서도 법학적성시험의 비중은 가히 절대적이라고 보아도 무리가 아니다.

### 공인영어 평가
법학적성시험 다음으로 큰 비중을 차지 하나 여러번 응시가능하고 가장 높은 점수를 제출할 수 있기 때문에 지원자들이 높은 점수를 확보하기 쉬우므로 당락에 큰 영향을 미치지는 않을 것이다. 현재 인정받는 공인영어시험으로 토익, 텝스, 토플 그리고 몇몇 대학에서는 G-TELP, FLEX, IELTS 등을 인정해준다. 서울대는 텝스와 토플만을 인정하고 고려대는 2013년부터 토익을 인정하지 않는다. 앞의 두 대학을 제외한 23개 대학은 텝스와 토익, 토플을 인정한다.

### 면접
큰 비중을 차지하나 구체적으로 어떻게 시행되는지는 알 수 없다. 학교마다 서면 및 대면 면접을 실시하며 사회적 공익 책무성, 논리성 등을 평가한다.

### 사회봉사
면접 시 정성평가에 반영된다.

### 사회경력
기대와 달리 경력은 크게 반영되지 않는다. 학교의 특성화 분야에 따라 충남대의 경우 특허법 관련 사회경력 및 자격증을 원광대의 경우 의학쪽 경력을 부산대의 경우 해운 관련 경험을 우대한다.

### 제2외국어
가산점을 받을 수 있다. 중국어(HSK), 프랑스어(DELF), 일본어(JPT) 등이 인정 대상이며 한자능력시험을 인정해주는 곳도 있다. DELE(스페인어), TORFL(러시아어) 등을 인정해주기도 한다.

### 자대생 쿼터
법률로 자대생은 2/3이상 선발할 수 없도록 되어 있다. 2008년 입시합격자를 보면 학교별로 자대생 비율이 크게 달랐다. 자대생이 많은 순서로 서울대 66.7, 고려대 46.7, 연세대 45.8, 이화여대 41.4, 서강대 37.5, 부산대 28.3, 한국외대 28, 전남대 25.8, 서울시립대 22, 경북대 19.2, 중앙대 18, 성균관대 16.7, 한양대 16, 경희대 10, 충남대 10, 충북대 10, 전북대 8.8, 강원대 7.5, 동아대 5, 영남대 4.3, 원광대 3.3, 건국대 2.5, 아주대 2, 제주대 0이다. 유일하게 인하대는 미공개였다.

### 지방대생의 비율
지원자들 사이에서 명문대 위주로 선발한다는 우려가 있으며 특히 수도권 밖 지방대학교 졸업자는 이를 크게 우려하고 있다. 2008년 지방소재 대학의 합격자 중 수도권 출신자의 비율을 보면 원광대(83%), 동아대(75%), 전북대(73.8%), 경북대(73%), 제주대(71.8%), 영남대(71.4%), 충남대(71%), 전남대(67.5%), 부산대(62.5%) 순으로 모든 대학에서 수도권 대학 출신 비율이 압도적이다. 수도권 소재 대학의 경우 지방대학 출신자 비율이 현저히 낮아 정원이 가장 많고 명문으로 꼽히는 서울대 로스쿨의 경우 66.6%가 서울대 출신이고, 지방대로는 한국과학기술원 8명, 경찰대 2명, 포항공대 각 1명에 불과하였다.
2010년 박영아 한나라당 의원이 7월에 공개한 자료에 따르면, 강원대·동아대·영남대 등 8개 지방 로스쿨의 전체 입학정원 628명 중에서 수도권 고등학교를 졸업한 학생은 256명으로 전체의 40.8%였고 원광대는 수도권 출신이 70%로 가장 비율이 높았고, 강원대와 제주대가 각각 57.5%로 뒤를 이었다. 이를 근거로 지방대 로스쿨은 수도권 출신으로 채워져 지방발전이라는 구호가 무색해졌다는 비판이 있다.

### 법대 비법대
전반적으로 학부의 전공이 법학이냐 비법학이냐는 크게 합격에 영향을 주지 않는 것으로 보인다. 더구나 서울대 로스쿨의 경우 법학 전공자의 합격자는 해가 갈수록 조금씩 줄어들고 있다. 2009년도에 입학한 서울대 로스쿨 1기생의 경우 서울대 법대 출신은 41명이었으나, 2013학년도에 입학한 5기생의 경우는 32명이었다. 참고로 5기 서울대 로스쿨에 입학한 서울대 학부 출신의 경우, 법학 전공자가 32명, 경제학부 21명, 경영학과 11명의 순이었고, 서울대 비법학 전공 출신자가 67명이었다. .
한편 연세대 로스쿨 1기는 법학사가 42명, 비법학사가 78명 이었고, 고려대 로스쿨 1기는 59.1%가 법학전공자인 것으로 나타나서 법학사가 대거 합격하였다. 역시 1기에 성균관대는 120명 중 82명, 한양대는 100명 중 61명, 이화여대는 99명 중 53명, 중앙대는 50명 중 32명, 한국외대는 50명 중 35명, 서울시립대는 50명 중 38명, 서강대는 40명 중 23명, 건국대는 40명 중 34명이 법학 비전공자였다. 반면 고려대ㆍ경희대 로스쿨은 법학 전공자가 각각 59%(120명 중 71명), 52%(60명 중 31명)를 차지했다.

### 해외대학 학부출신 합격자
대한민국에서 해외 변호사 자격증으로는 국내 소송 대리권이 없고 활동이 제한돼 있다. 2009년 1997명의 입학생 중 약 1.1%인 22명이 일본의 고베대와 메이지대, 미국 펜실베이니아 주립 대학교 등 해외대학을 졸업하였다. 2009년 4월 21일 서울대학교는 법학전문대학원(로스쿨) 입학전형에서 해외 학위 소지자 등 외국어 능력자에게 가산점을 주는 방안을 확정했다.2009년 로스쿨 입시 대비 전문 학원에 따르면 최근 들어 로스쿨 대비 종합반 수강생 중에서 해외 유학을 한 학생이 차지하는 비율이 10% 안팎으로 늘었으며
올해 개원한 로스쿨의 첫 입학생 중 해외 대학 출신자의 비율은 1% 수준에 불과했으나 `역유학 바람'이 불면서 앞으로는 많이 늘어날 가능성도 점쳐진다.

### 지방로스쿨, 지역할당 선발
수도권(서울.경기.인천)을 제외한 지방 소재 법학전문대학원(로스쿨)이 2015학년도 신입생 선발부터 해당 지역의 지방대학 출신을 일정비율로 선발하는 지역할당제가 도입된다. 국회는 2014년 12월 31일 이같은 내용 등을 담은 ‘지방대학 및 지역균형인재 육성에 관한 법률안’을 의결하고 부칙 조항에 의거 2015년부터 시행에 들어간다.

## 교과과정
2007년 7월 30일에 교육인적자원부가 발표한'법학전문대학원 교육과정 및 교수법 개발 연구결과'에 따르면 실무기초를 비롯해 크게 다섯 가지 과목으로 편성될 것으로 보인다.

### 선택필수
- 실무기초과목(4)

클리닉(분야별), 엑스턴십(분야별) 등 (각 2)
- 기초법학과목(4)

법사상사, 법철학, 법사회학, 법사학/북한법, 미국법, 유럽공동체법, 영국법, 프랑스법, 독일법, 일본법, 중국법, 이슬람법 등 (각 2)

- 인접과목(2)

법과 관련된 경제학, 인류학, 정치학, 행정학, 심리학, 통계학, 경영학 등의 과목 (각 2)

### 기타

##### 검찰실무
검찰실무 과목은 2학년 2학기와 3학년 1학기에 걸쳐 실시되며 로스쿨출신 신임검사 교육에 앞서 로스쿨에서 기본적인 검찰실무교육을 하는 것을 목표로 하며 변호사 등 타직역 종사자가 그 업무를 수행함에 있어서 필요한 수준의 검찰실무교육을 하는 것을 목적으로 한다.

### 과외활동
대외적으로 법원행정처에 계획·시행하는 전국 법학전문대학원 법정변론 경연대회, 김앤장 주최 국제상사중재대회, 연세대 법학전문대학원 주최의 영어토론대회인 Talk Human Rights, WTO/FTA 모의법정대회, 모의세계검찰총장대회등  모의재판, 공정거래경연대회 등 대회들을 참가하거나 로펌이나 공공단체에서 인턴십을 하는 경우도 있다. 대내적으로 학교에서 동아리, 학회활동을 하거나 mt를 통해 친목을 다지기도 한다.

### 실무수습
방학기간을 이용 김앤장, 광장, 태평양, 지평, 율촌, 세종, KCL, 바른, 대종 등 한국의 주요 로펌에서 국제중재과 같은 교육 및 실습을 한다.
인턴십 기관으로는 서울특별시, 법제연구원, 대한상사중재원, 법제처, 참여연대, 법원 등이 있다. 민주사회를 위한 변호사모임 등도 있다. 공공기관으로는 군법무관 수습이 있으며 이때 군법무관 조직 및 업무 등을 배운다. 기간이 너무 짧고 깊이가 없어 가치가 없다는 인턴십 무용론도 있다.2011년 한나라당 주광덕 의원이 교육과학기술부로부터 제출받은 로스쿨 로펌 실무 수습 현황에 따르면 김앤장, 태평양, 광장, 세종 등 국내 주요 로펌의 실무 수습 기회 대부분이 서울 소재 대학인 데다 서울대와 고려대, 연세대 등 이른바 'SKY 대학'이 대부분을 차지하는 편중현상이 나타났다- 지난 2009년부터 현재까지 8대 국내 주요 로펌(변호사수 100명이상, 대한변협 2011년3월 자료)에서 실무 수습을 거친 로스쿨생 1543명이 로펌에서 실무 수습을 한 가운데 이 가운데 서울대 525명, 고려대 257명, 연세대 204명이나 충남대는 24명,  충북대는 4명 만이 대형 로펌의 실무 수습 기회를 가졌다. 제주대는 단 한명도 대형 로펌에서 실무 수습 기회를 갖지 못했고, 강원대 5명, 원광대는 단 3명 만이 대형 로펌에서 실무 수습을 한 것으로 집계됐다.

## 학사관리
법학전문대학원협의회의 법학전문대학원 학사관리 강화방안 수립에 따라 다음과 같은 제도가 시행중이다. 모든 법학전문대학원이 엄격한 학점 배분비율을 공동 적용하여 성적인플레가 발생하는 것을 근본적으로 차단하도록 하고 있다.

### 학점기준 통일
- 학교별 만점기준을 4.3으로 통일한다.
- 매학기 최소 이수학점은 6학점 이상으로 한다.

### 원칙적 상대평가
- 실무기초과목(법조윤리, 모의재판, 실습과정, 법문서작성, 법률정보의 조사), 리걸클리닉 등의 경우에는 Pass/Fail로 평가할 수 있다.
- 외국어 강의는 절대평가 가능하다.

### 학점부여기준(10명이상)
| 구 분 | 4.3 만점               |
| ----- | ---------------------- |
| A:25% | A+:7%, A0:8%, A-:10%   |
| B:50% | B+:15%, B0:20%, B-:15% |
| C:21% | C+:9%, C0:7%, C-:5%    |
| D:4%  | D:4%                   |

### 의무 학사경고 유급 제적
- 학사경고: 매 학기 기준 평균평점이 Co이하(각 학교별로 C+ 이상으로 상향 가능)일 경우 학사경고를 받을 수 있다.
- 유급: 매 학년 기준, 평균평점이 Co이하(각 학교별로 C+ 이상으로 상향 가능)일 경우이며 유급시 해당 학년(2개 학기)에 취득한 Bo이하의 모든 학점은 무효가 된다.
- 제적: 연속 3회 학사경고 또는 통산 2회 유급시 제적된다. 여기서 휴학 후 복학 할 경우 연속으로 본다.

재학년한 제한을 두어 재학년한 5년(휴학기간 제외)을 초과하는 경우 자동으로 제적처리한다.
계절 학기에 이수한 학점은 다음 학기 성적에 포함하여 산정하며 학부에서 이수한 성적, 외국대학에서 받은 학점, 외국어강의에서 취득한 성적은 제외하고 성적 산출하여 학사경고, 유급 산정한다.

### 졸업요건
졸업시험(종합시험), 졸업논문 등 제도를 마련한다.

### 25개교 학사관리 현황 공개
- 협의회 차원에서 재학생 및 일반인에게 학사관리 현황(결과)에 대해 정보공개를 하고, 모든 법학전문대학원에서 참고할 수 있도록, 협의회에서 25개교 내규집을 제작하기로 하였다.
- 성적평가 결과, 학사경고 및 유급, 제적 현황 공개
- 교과부와 협의회는 학사관리 현황(결과)을 모니터링

## 변호사시험
대학원 3년 이수후 졸업생은 변호사 시험에 응시한다. 2012년 대한민국에서 사법시험을 대체하는 1회 변호사 시험이 치러졌다. 4일간 치러졌으며 단순 암기식 문제가 아니라 선택형, 사례형, 기록형 문제로 다양한 법학적 사고를 평가하도록 구성되었다. 1회 변호사 시험에서는 법학전문대학원의 졸업생으로 이뤄진 응시자의 87.1%가 합격하였다.현재 5회시험은 합격률이 50%미만이다.

### 법조윤리시험
이해관계의 충돌 등 변호사의 직역윤리에 관한 규범의 습득을 점검하는 것을 목적으로 하는 시험으로서 2010년 가을에 처음 실시되었다. 총 5지선다형 객관식 문제 40문항으로 구성되어 있으며, 법조윤리시험은 합격 여부만을 결정할 뿐 그 성적은 변호사시험의 총득점에 산입하지 않는다

### 합격률 통계
| 합격률 | 응시자 | 합격자 | 합격률 |
| ------ | ------ | ------ | ------ |
| 제1회  | 1,930  | 1,919  | 99.4%  |
| 제2회  | 2,124  | 1,571  | 73.9%  |
| 제3회  | 2,292  | 1,550  | 67.6%  |
| 제4회  | 2,561  | 1,565  | 61.1%  |
| 제5회  | 2,864  | 1,581  | 55.2%  |
| 제6회  |        |        |        |
| 제7회  |        |        |        |

## 졸업후 진로
변호사시험 합격 이후 의무 수습기간을 거친 후 변호사로 활동하게 된다.
- 로펌 변호사
- 검사
- 재판연구원 (이른바 로클럭)

## 3년간 로스쿨별 로클럭 임용예정자 현황
| 출신로스쿨 | 2012년 | 2013년 | 2014년 |
| ---------- | ------ | ------ | ------ |
| 성균관대   | 9      | 6      | 5      |
| 서울대     | 4      | 1      | 5      |
| 부산대     | 4      | 5      | 4      |
| 충남대     | 6      | 4      | 4      |
| 한앙대     | 8      | 4      | 4      |
| 건국대     | 4      | 2      | 4      |
| 고려대     | 6      | 2      | 3      |
| 한국외대   | 2      | 1      | 4      |
| 이화여대   | 6      | 6      | 3      |
| 전남대     | 6      | 3      | 3      |
| 경희대     | 2      | 1      | 3      |
| 중앙대     | 3      | 1      | 3      |
| 서울시립대 | 3      | 1      | 3      |
| 인하대     | 3      | 1      | 3      |
| 경북대     | 5      | 4      | 2      |
| 영남대     | 5      | 3      | 2      |
| 연세대     | 7      | 3      | 1      |
| 강원대     | 3      | 1      | 1      |
| 동아대     | 1      | 1      | 1      |
| 서강대     | 1      | 1      | 1      |
| 원광대     | 2      | 1      | 1      |
| 전북대     | 2      | 1      | 1      |
| 충북대     | 3      | 0      | 1      |
| 아주대     | 3      | 2      | 0      |
| 제주대     | 2      | 0      | 0      |
| 로스쿨     | 100    | 55     | 63     |
| 사법연수원 | 0      | 45     | 37     |
| 합계       | 100    | 100    | 100    |

## 비판과 논란

### 자질에 관한 논란
법학전문대학원이 도입된 초기, 제1 회 변호사 시험이 실시된 이후 변호사시험 난이도의 적절성에 관한 논란과 그로 인한 변호사로서의 자질에 관해 논란이 빚어지고 있다. 우선, 시험의 난이도가 지나치게 낮다는 지적이 일었다. 현직 변호사 110명은 2012년 1월에 시행된 시험을 평가한 결과, 틀린 것이 명백한 지문을 포함한 선택형 문제가 많아 내용을 알지 못해도 답을 고를 수 있으며, 선택형 문제 또한 동일 배점에 5지선다형이어서 난이도 조절에 실패했고, 종합적인 문제해결능력을 평가하기보다 판례의 결론만 암기하면 되는 수준으로 출제됐다면서 일부 문항은 수능 수준이었다고 주장했다.
그러나 2021년 시점에서 판단하여 보건대, 과거 법학전문대학원 졸업생들의 실력에 대한 논란은 법학전문대학원 도입 초기 당시, 연수원출신 변호사들의 차별화전략을 위한 흑색 선전에서 기인된 것으로 보아야 한다. 법학전문대학원의 커리큘럼은 기초적인 것만 알아도 통과할 수 있을 정도로 만만하지 않으며, 인터넷에서 흔히 볼 수 있는 사법시험과 변호사시험 객관식 문제의 차이는 시험의 방식에 따른 것으로 보아야 한다.
구체적으로, 사법시험 1차 문제는 그 시험만으로 응시자격에 대한 제한이 거의 없이 시험에 응시한 수험생들 대부분을 걸러내어야 하는 시험이며 1차를 통과하기만 하면 최종합격에는 전혀 반영이 되지 않는 통과의례의 측면이 강했지만, 변호사시험은 한번에 선택형과 사례형, 기록형을 모두 치르도록 되어있어, 그 모두를 최종 합격자를 가리는 점수에 산입하게 된다. 더욱이, 변호사시험을 준비하는 법학전문대학원 학생들은 사례형시험을 위한 학습에 대부분의 시간을 보내고, 선택형은 사례형 풀이를 위하여 취득한 법리를 바탕으로 3학년이 된 이후에 부차적으로 대비한다는 점에서 달리 보아야 하는 것이다.
이러한 문제는 아무리 보수적으로 보더라도 법학전문대학원 도입 초기에 국한된 것으로 보아야 하고, 법학전문대학원으로 법조인의 배출통로가 일원화된 오늘날에는 이러한 의문을 가지는 것조차 의미가 없을 정도로 변호사시험 응시생들의 수준이 향상되었음은 자명하기 때문이다.
오히려, 기존에 사법시험을 응시하던 수험생들이 법원행시를 동시에 응시하던 시절과는 달리, 우수한 인재들이 법학전문대학원으로 몰리면서 법원행정고시를 합격한 사무관들의 수준이 예전만 못하다는 지적에, 로스쿨을 졸업한 변호사들을 임용하는 사법보좌관제도가 추진되고 있다는 점은 많은 것을 시사한다.

### 고비용 구조
많은 이들이 과거 사법시험과 같은 계층상승의 기회가 없어지는 것을 아쉬워 하며 대학원 학비가 연간 1~2천만원에 이를 것에 대해 부유층의 법조계 독식을 우려하고 있다.
이에 기존 사법시험 합격자들이 사법연수원에서 1인당 매월 100만원씩 월급을 받으며 교육을 받아왔으니 1,000명의 위 합격자들의 2년간 급여로 소비한 240억원의 및 사법연수원 교수들의 급여 등의 기타 예산을 로스쿨에 투입하자는 대안이 강구되고 있다.
사법연수원은 국가가 법조인을 양성하는 제도로 법조인 양성에 국민의 세금이 사용되지만 로스쿨 제도는 개인이 법조인이 되기까지의 비용을 책임지는 제도라 이러한 국가 보조가 부적절하다는 지적이 존재하지만, 국가의 보조가 없다면 등록금의 인하는 실현되기 어려운 실정이다.
그리고 법률상 로스쿨은 정원의 10%를 특별전형으로 선발하여야 하므로 이러한 선발제도와 현재의 장학금 제도, 학자금 대출 제도를 확대하자는 의견이 많다.

미국에는 주간에 직장을 다니고 야간에만 다니는 로스쿨, 서민들을 위해 정부에서 저렴하게 설립한 로스쿨, 평생 공익 법률가가 될 것을 선언하면 학비가 전액 면제되는 로스쿨도 있다. 하지만, 2006년 기준으로, 미국의 경우, 로스쿨 졸업생들은 3년간의 학비 약 10만 달러의 은행빚을 지고 변호사가 되며, 랭킹 100위 안에 드는 로펌의 초임 연봉은 12만 달러 정도가 된다고 한다. 이 중 세금으로 45%를 내게 되며, 기타 비용지출을 감안하면 5년에서 10년간 은행빚을 갚아야 한다고 한다. 중소 로펌에 취업한 경우에는 더욱 오랜 기간 동안 빚을 갚아야 한다고 한다. 이러한 미국 로스쿨의 고비용 구조를 경계해야 한다는 견해도 있다.
로스쿨을 다니려고 학자금을 대출받은 사람은 2009년 935명에서 2010년 2040명, 2011년 2891명으로 크게 늘고, 로스쿨 재학 3년 평균 대출금액은 국립대의 경우 1500만 원, 사립대의 경우 3000만 원 정도 되는 것으로 나타났다. 2013년 학자금 대출 규모는 더 늘어날 것으로 보인다.

### 학사 관리
3년 만에 방대한 성문법 체계를 소화해낼 수 있을지에 대한 우려가 있었으나
학업스트레스로 2010년 5월에 서울대 로스쿨생이 자살한 경우가 있었고 전북대의 한 학생이 투신하기도 하였다.
극심한 학점경쟁으로 법률지식에 대한 우려는 불식시켰으나 극도의 경쟁체제가 문제점으로 지적되고 있다.

### 시험의 난이도에 관한 논란
객관식 시험을 본 후 세달가량 후 사례형 시험을 치르는 사법시험과 달리, 변호사시험은 하루에 객관식, 사례, 기록형 시험을 치르게 되어 전체적인 난이도는 상승하였다는 분석이다.
다만 절대적인 시험의 난이도와는 별개로 합격생의 숫자가 기존 1,000명에서 1,500명 가량으로 증가하여 이에 따른 상대적인 난이도 하락은 피할 수 없는 것으로 보인다.

## 다른 나라 법학전문대학원 제도와 대조
세계적으로 미국식 로스쿨제도를 도입한 나라는 캐나다(부분적), 호주(부분적), 일본(전면), 중국(부분적)이다. 한국 역시 한동 국제법률대학원이 출범하면서 처음 도입되어 법학전문대학원 법률 통과와 사법시험 폐지와 함께 전면 시행될 예정이다. 한국제도와 차이점은 다음과 같다.

### 미국 로스쿨과 비교
미국의 법학전문대학원은 한국처럼 엄격한 정원제나 대학원 지원가능학교에 제한을 두고 있지 않아 모든 로스쿨에 동시 지원하는 것이 가능하다. 법학적성시험에 해당하는 LSAT은 2년에 3번 볼 수 있었으나, 2017년부터 응시 횟수 제한이 폐지되었다. LSAT 점수는 5년간 점수가 유효하고 대부분의 학교가 최고점을 인정한다. 한국은 일년에 한번 만 볼 수 있으며 점수는 당해년도에만 유효하다. 평가는 한국처럼 전국적으로 동일한 상대평가를 실시하지는 않으나 대부분의 미국 로스쿨에서도 상대평가를 사용한다. JD 학위를 취득한 학생들이 법학자가 되려면 법학 분야에서 박사 학위를 취득하는게 일반적인 한국에서는 JD 학위를 석사 학위로 분류하나, 실무와 다른 학문과의 접목을 중시하여 대부분의 법학자들이 JD, LLB(1960년대말에 JD로 개명) 혹은 다른 분야 PhD 학위를 최종학위로 소지하고 있는 미국에서는 JD를 전문박사 학위로 분류한다.

### 일본 로스쿨과 비교
일본의 법학전문대학원은 한국처럼 로스쿨 학교 인가 기준이 엄격하지 않아 신청한 학교는 거의 다 인가를 받을 수 있었다. 또한 법학 기수자 미수자간 다른 학과과정이 존재한다(한국은 법학전공자가 2년만에 졸업하는 제도는 없으나 이수과목 학점을 일부 인정받을 수는 있다). 한국에서는 JD를 법무석사 학위로 분류하나 일본에서는 JD를 법무박사 학위로 분류한다. 일본 로스쿨 정규과정 3년을 마치면 법무박사(JD) 학위를 취득하게 된다.

## 같이 보기
- 법학전문대학원
- 미국의 법학전문대학원
- 법학적성시험
- 변호사시험
- 군법무관
- 전문 석사

## 관련 문헌
- 이종근, 世界化時代의 한국의 法學敎育, 敎育行政學硏究 第24卷 第4號, 2006. 12.
- 한국접학적성시험개발연구원, 로스쿨 magazine, 네어시스, 2008.
- 최대권, 법학교육 법학방법론, 박영사(양영각), 2003. (ISBN 8910510951)
- 심동섭, 세계화와 법의 교류, 해든디앤피, 2006. (ISBN 8995800208)
- 윤선희, 이배근 저, 두 번째 내 인생을 위한 법학전문대학원, 2010. (ISBN 9788962591446)
- 로스쿨 진학연구회 저, 법학전문대학원 설치 운영에 관한 법령 해설, 2007. (ISBN 9788990999665)
- 김종수 저, 로스쿨 면접(핵심 250주제), 2012. (ISBN 9788963361468)
- 정준호, 김태윤 저, 2013 쟁점별 로스쿨 면접(2013) |지상사 |2012. (ISBN 9788965021506)
- 조호현, 하성우, 황정현, 한혁규, 신동훈 저, 합격생과 함께하는 로스쿨 면접 절대면접(2013), 일등로스쿨, 2012. (ISBN 9788997374069)
- 로스쿨 진학가이드(로스쿨 진학을 위한 total information), 고시계사, 2012. (ISBN 9788958223856)
- 김세준, 김현준, 김용태 저, 로스쿨 자기소개서와 면접, 나비의활주로, 2012. (ISBN 9788997234066)